# Chaz Guest

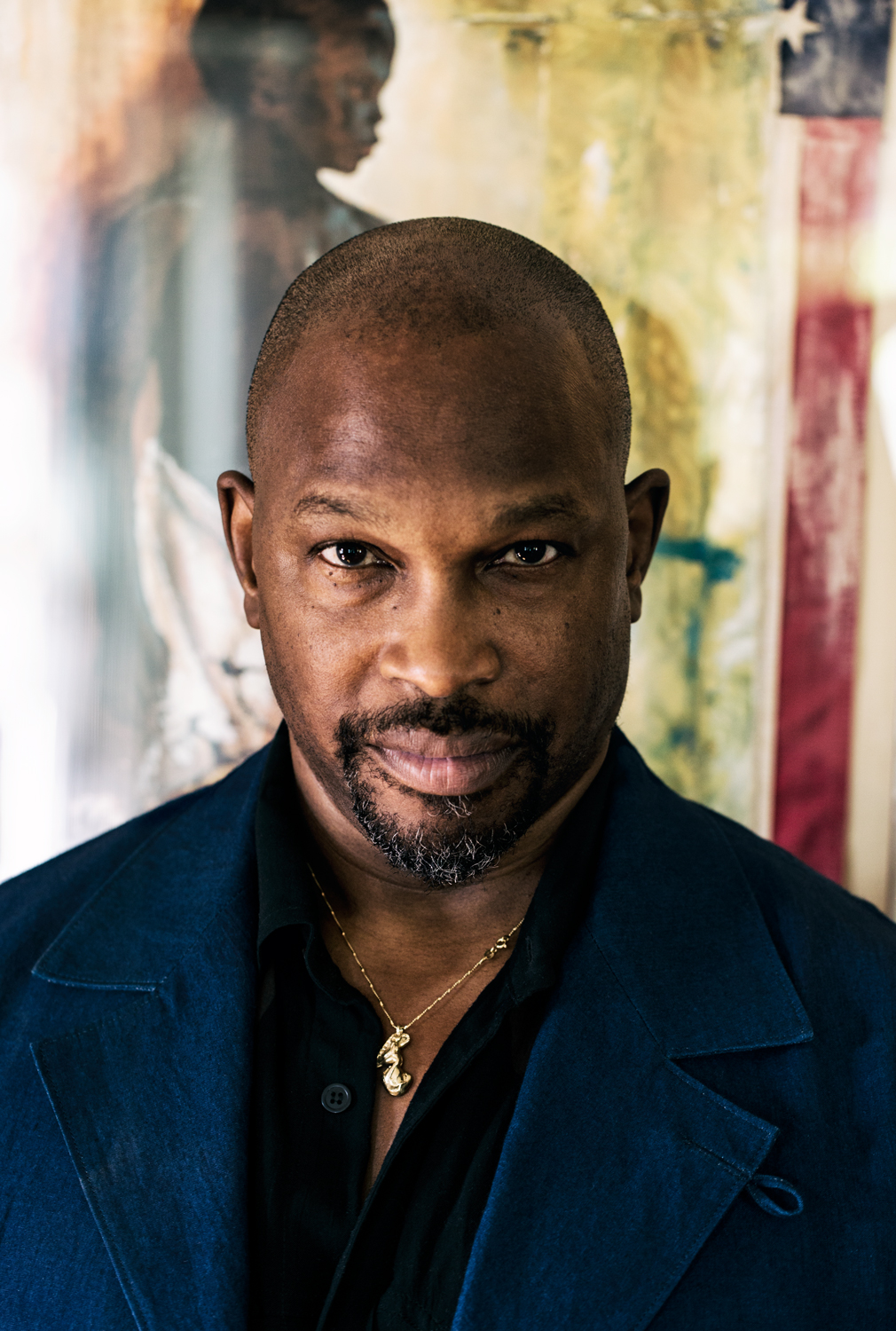
Chaz zu Gast in seinem Atelier (2017)

Chaz Guest (* 2. Mai 1961 in Niagara Falls, New York) ist ein US-amerikanischer Künstler, der als Maler und Bildhauer arbeitet. Er wird von der Huffington Post als „ein amerikanischer Künstler von tiefgründigem Erfindungsreichtum“ beschrieben.

## Leben und Karriere
Die Eltern von Guest sind Algirtha Guest (* 1933) und Pastor Theodore James Guest (1922–2006). Der Vater von Guest – Pastor T. J. Guest – ist ein Purple-Heart-Empfänger aus dem Zweiten Weltkrieg. Guest ist der siebte von neun Brüdern und Schwestern. Guest schloss sein Studium 1985 mit einem Bachelor of Science in Grafikdesign an der Southern Connecticut State University ab. Guest wuchs in einer ruhigen Gemeinde in Niagara Falls, New York, mit seiner Familie auf. Seine Eltern ließen sich scheiden, als er zehn Jahre alt war. Nach der Scheidung zog er mit seiner Mutter und seinen Geschwistern nach Philadelphia, Pennsylvania, um.
Guest hat zwei Söhne, einer geboren 1994 und einer geboren 2003.
Guest erhielt ein Gymnastikstipendium, um an die Southern Connecticut State University (SCSU) zu gehen, Kinesiologie zu studieren und einen Abschluss in Grafikkunst zu erlangen. Anschließend nahm er erfolgreich am olympischen Programm der USA teil. Nach seinem Abschluss an der SCSU zog Guest nach New York City, wo er am Fashion Institute of Technology ein Modedesign-Studium absolvierte. Während dieser Zeit verfeinerte er seine formalen Fähigkeiten im Zeichnen. Während seines Aufenthalts am Modeinstitut machte Guest die Bekanntschaft von Antonio Lopez. Lopez inspirierte und beeinflusste seine Entscheidung, eine Arbeit als Illustrator zu suchen. Guest studierte neun Monate lang am Modeinstitut.
1986 zog Guest nach Paris, Frankreich, um dort als freiberuflicher Modezeichner zu arbeiten. Guest kam zum Joyce Magazine als Illustrator für die Titelseiten des Magazins und war für die Illustrationen der Titelseiten des JOYCE Magazin der Saison 1987/1988 verantwortlich. Während seiner Arbeit beim Joyce Magazine lernte Guest Christian Lacroix kennen. Lacroix ermutigte ihn, seine Fähigkeiten als Illustrator auf die Malerei anzuwenden, nachdem Lacroix eine von Guests Illustrationen von Couture-Designs für das Joyce Magazine gesehen hatte. Nach der Saison 1987/1988 verließ Guest das Joyce Magazine und zog nach Dax, Frankreich, wo er mit der Malerei begann.
Nach dem Verlassen der Fashion Institute of Technology begann Guest mit dem Studium der Gemälde von Pablo Picasso und Salvador Dalí. Guest studierte auch die Gemälde von Balthus. 1991 verkaufte Guest sein erstes Bild an einen Passanten vor seiner Wohnung in Soho.
Die erste Museumsausstellung war eine Gruppenausstellung „Decoding Identity: Ich tue es für mein Volk“ (23. Januar 2009 bis 22. März 2009) im Museum der afrikanischen Diaspora in San Francisco (MOAD).

## Bemerkenswerte Werke

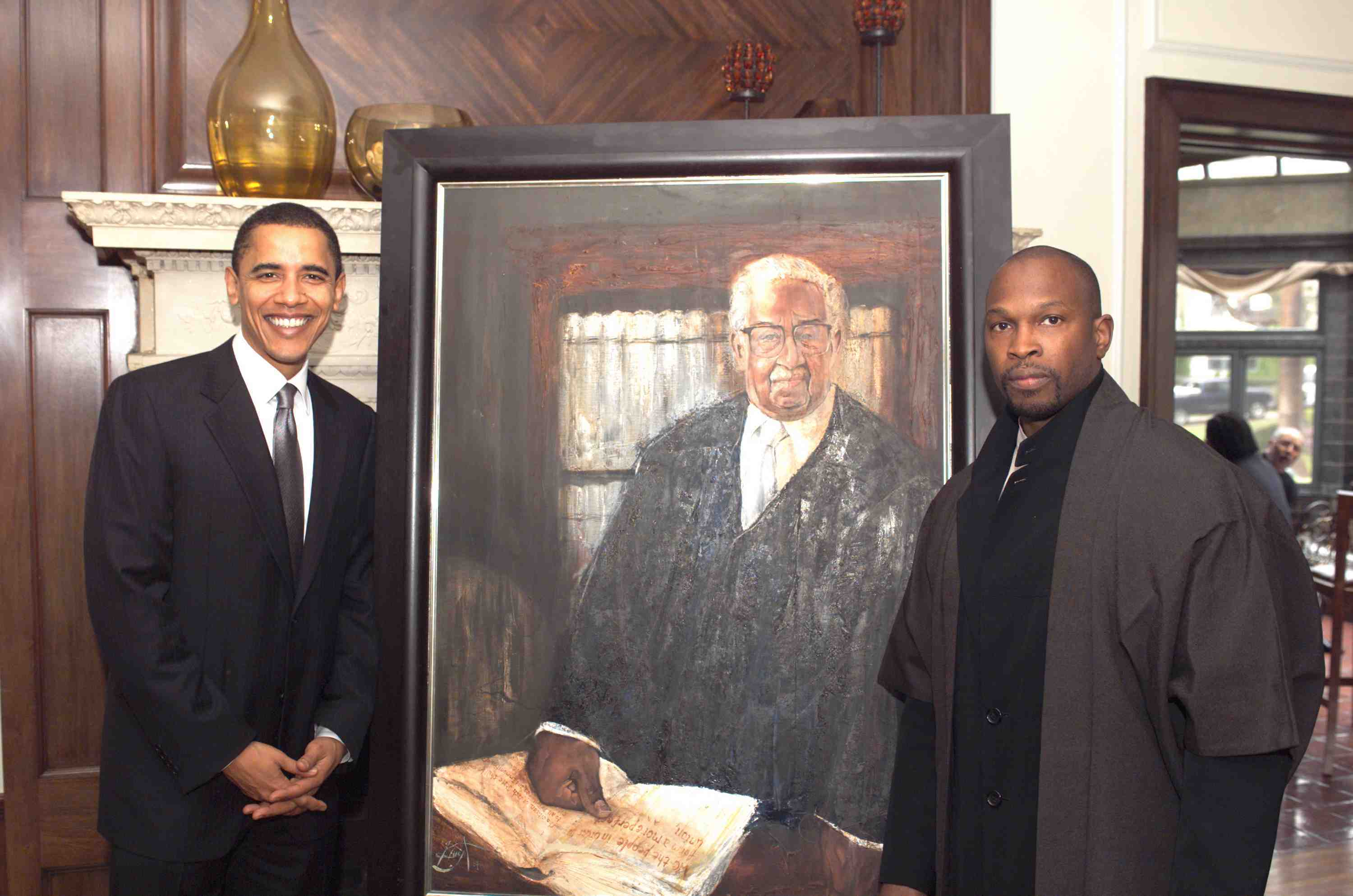
President Obama, Chaz Guest, Painting Thurgood Marshall (2014)

Im Jahr 2004, als er im Haus von Mattie und Michael Lawson im Hancock Park, Los Angeles, war Guest durch die Anwesenheit von Barack Obama, der damals für den Senat kandidierte, im Gespräch mit den Gästen beeindruckt. Dieses Bild blieb bei ihm hängen, und er schuf ein Gemälde mit dem Präsidenten, das auf diesem geistigen Bild basiert. Der Präsident sah das Bild von sich selbst bei einer Spendenaktion im Haus von Oprah Winfrey im Jahr 2008.
Das Gemälde von Thurgood Marshall, Richter am Obersten Gerichtshof, hängt im Oval Office von Präsident Barack Obama im Weißen Haus. Am 11. Oktober 2005 schickte der damalige Senator Obama eine Notiz an Guest, in der er sich für das Bild bedankte. Guest hat auch eine Siebdruckserie von Präsident Obama verfasst. Anschließend wurde Guest von Kouji Matsuzaki San, Bürgermeister von Obama, Präfektur Fukui, eingeladen, die Serigraphien zu präsentieren.
Am 24. Februar 2010 überreichte Chaz Guest dem Präsidenten von Gambia, Yahya Jammeh, ein Porträt des gambischen Präsidenten. Während seines Besuchs in Gambia erörterte Guest mit dem gambischen Führer die Umbenennung von James Island und Juffereh in der North Bank Region. Guest schlug dem gambischen Führer vor, die Insel in „Kunta Kinte“ umzubenennen. Am 6. Februar 2011 wurde James Island, das ehemalige britische Sklavenfort, das für den Sklavenhandel mit Afrikanern genutzt wurde und sich im Fluss Gambia in der North Bank Region befindet, vom gambischen Präsidenten in Kunta Kinte Island umbenannt. Bei der Umbenennungszeremonie von James Island im Jahr 2011 enthüllte Guest die Miniaturreplik seiner 30-Fuß-Statue von Kunta Kinte, die auf Kunta Kinte Island ausgestellt werden soll.
Guest schuf zwei Gemälde, um der Familie von Trayvon Martin, einem afroamerikanischen Teenager, der 2012 bei einem Vorfall in Florida getötet wurde, zu helfen, Martins jüngeren Bruder zu unterstützen. Den Erlös aus dem Verkauf der Bilder spendete Guest der Familie Martin. Für Amnesty International, USA, malte Herr Guest auch ein Bild von Troy Davis – einem Mann, der für die Ermordung eines Polizisten aus Georgia 1991 zum Tode verurteilt wurde.
Guest wurde zum Goodwill-Botschafter für 2011 in der Republik Gambia, Westafrika, und zum US-Sprecher für das International Roots Festival 2014 in Gambia ernannt.